# Aalborg Søndre Provsti
Aalborg Søndre Provsti var indtil 2007 et provsti i Aalborg Stift.  Provstiet lå i Aalborg Kommune.
Aalborg Søndre Provsti bestod af flg. sogne:
- Dall Sogn
- Ellidshøj Sogn
- Ferslev Sogn
- Frejlev Sogn
- Gistrup Sogn
- Godthåb Sogn
- Gunderup Sogn
- Klarup Sogn
- Nørholm Sogn
- Nørre Tranders Sogn
- Nøvling Sogn
- Romdrup Sogn
- Rørdal Kirkedistrikt
- Skalborg Sogn
- Svenstrup Sogn
- Sønder Tranders Sogn
- Sønderholm Sogn
- Volsted Sogn